# Сулавесский ворон
Сулаве́сский во́рон (лат. Corvus typicus) — вид птиц из рода воронов (Corvus).

## Ареал и местообитание
Вид эндемичен Индонезии, где распространён на острове Сулавеси и двух небольших островах Муна и Бутунг (расположены к юго-востоку от Сулавеси). Типичный биотоп — субтропические и тропические влажные леса низменностей. По оценкам, публикуемым в Красном списке МСОП с 1988 года, существованию вида ничто не угрожает.

## Внешний вид
Пропорциями тела сулавесские вороны напоминают малых воронов (Corvus enca), отличаясь от них более коротким клювом и контрастным чёрно-белым оперением. Белые перья расположены на затылке, груди и брюхе.

## Голос
Сулавесские вороны обладают необычным для воронов голосом, похожим на голоса некоторых певчих птиц. В вокализации велика доля тональных зовов без модуляций, что объясняют большей пригодностью подобных сигналов для коммуникации в лесу, где листья и ветви выступают в качестве рассеивающих поверхностей.

## Таксономия
Вид был выделен французским зоологом Шарлем Бонапартом в 1853 году под названием Gazolla typica в составе монотипного рода Gazolla. В настоящее время исследователи, несмотря на нехарактерный голос сулавесских воронов и их необычную пегую окраску, относят вид к роду Corvus, включая в группу видов «Corvus enca». Наиболее близки к сулавесским воронам бангайские воро́ны (Corvus unicolor) — редкий вид, известный с островов Бангайского архипелага, расположенного к востоку от Сулавеси. Отличия этих двух видов проявляются в окраске оперения, вокализации и пищевых предпочтениях. Некоторые исследователи предлагали рассматривать бангайских ворон в качестве подвида сулавесских воронов — Corvus typicus unicolor.